# Charles Kingsford Smith

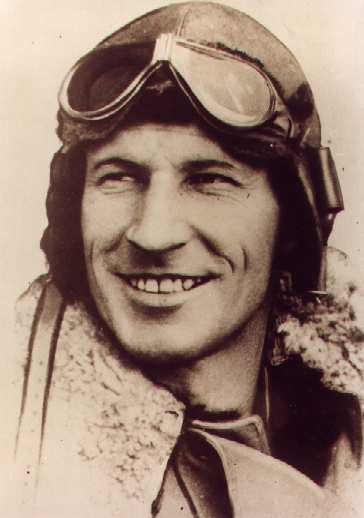
Kingsford Smith in Fliegermontur

Sir Charles Edward Kingsford Smith (* 9. Februar 1897 im Stadtteil Hamilton in Brisbane, Bundesstaat Queensland; † 8. November 1935, verschollen in der Andamanensee), der auch Charles Kingsford Smith oder nur kurz Smithy genannt wurde, war ein berühmter australischer Flugpionier.
Smith führte im Jahre 1928 den ersten Flug über den Pazifischen Ozean von den USA nach Australien erfolgreich durch. Er überquerte den australischen Kontinent zum ersten Mal in einem Non-Stopp-Flug und führte den ersten kommerziellen Flug von Australien nach Neuseeland durch. Smith gelang gemeinsam mit seinem Copiloten Charles Ulm ein Flug auf der langen Ostroute über den Pazifischen Ozean von Australien in die USA, und bei seinem Flug von Australien nach London stellte er einen neuen Flugrekord auf.
Smith blieb auf einem Flug im Alter von 38 Jahren in der Andamanensee im November 1935 verschollen.

## Privatleben
Charles Edward Kingsford Smith war das fünfte von sieben Kindern von William Charles Smith, einem Bankmanager, und seiner Frau Catherine Mary Kingsford. In den Jahren von 1903 bis 1907 lebte er mit seiner Familie in Vancouver in Kanada. Als er nach Australien zurückkam, ging er zur St Andrew's Cathedral School in Sydney. Er lernte nach seinem Schulbesuch am Sydney Technical College von 1911 bis 1912 Elektromechanik.
Im Jahre 1930 heiratete er Mary Powell, mit der er einen Sohn hatte.
In den 1930er Jahren war er Mitglied der faschistoiden australischen Organisation New Guard.

## Erster Weltkrieg
Im Jahre 1913 erhielt er eine Anstellung, und danach meldete er sich zur australischen Freiwilligenarmee, der Australian Imperial Force, wo er ab 1915 an der Schlacht von Gallipoli teilnahm. Dort wurde er zunächst als Kradmelder eingesetzt, bevor er zu den Australian Flying Corps kam und eine Pilotenausbildung absolvierte. Ab dem Jahre 1917 wurde er als Pilot in Frankreich eingesetzt. Sein Flugzeug stürzte im August 1917 ab, dabei erlitt er eine schwere Verletzung an seinem linken Bein. Nach seiner Gesundung wurde er befördert und als Ausbilder eingesetzt. Er erhielt das Military Cross.
Am 1. April 1918 wurde Smith von der neu aufgebauten Royal Air Force übernommen; seine Demobilisierung erfolgte Anfang 1919. Danach ging er als Stuntpilot nach Hollywood, und im Jahre 1921 kehrte er nach Australien zurück, trat in die West Australian Airways ein, die erste australische Fluggesellschaft, die eine zivile Flugroute von Geraldton nach Derby einrichtete.

## Flüge
Charles Kingsford Smith führte zahlreiche Erstflüge durch und wird nicht nur als der erfolgreichste Flugpionier in der südlichen Hemisphäre bezeichnet, der den Pazifik in beiden Richtungen überquerte, sondern auch als der erste Mensch genannt, der in einem Flugzeug die Welt umrundete. Hierbei werden die einzelnen Flüge über den Pazifik von den USA nach Australien, von England nach Australien und von Irland nach den USA addiert.

### Trans-Pazifik-Flug

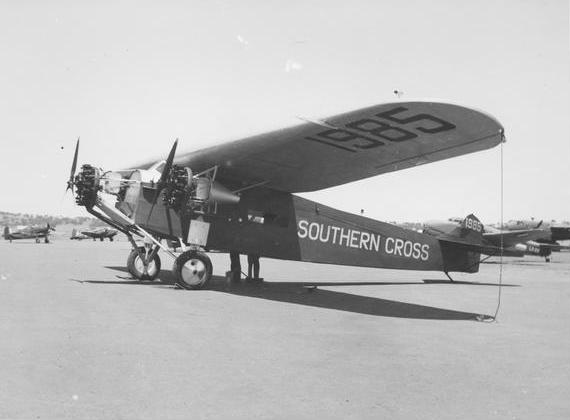
Die Southern Cross auf einem Flugfeld der australischen Luftwaffe bei Canberra im Jahre 1943.

Kingsford Smith plante mit seinem Copiloten Charles Ulm eine Überfliegung des Pazifiks von den USA nach Australien. Beide gingen daraufhin in die USA und suchten nach einem geeigneten Flugzeug für ihr Vorhaben. Sie wählten eine dreimotorige Fokker F.VIIb-3m mit neuen Motoren aus, die sie Southern Cross, nach dem Kreuz des Südens benannten. Die Southern Cross, die Kingsford Smith mit dem Spitznamen my old bus benannte, wog beim Start insgesamt 6840 kg, inklusive der Mannschaft von vier Personen. Das Flugzeug hatte eine Spannweite von 23 Metern und flog mit einer Geschwindigkeit von 150 km/h (93 MPH). Die Verständigung war über drei Funksender und zwei Empfänger möglich; es gab vier Kompasse, auch See-Notsignale, Wasser und Verpflegung für eine Woche an Bord.
Am 31. Mai 1928 startete Kingsford Smith in Oakland in Kalifornien zum ersten erfolgreichen Flug über den Pazifik überhaupt. Der Flug erfolgte in drei Abschnitten, von Oakland nach Honolulu (27 Stunden und 25 Minuten) und von Honolulu nach Kauai (55 Minuten) auf einer Strecke über 3862 km (2400 Meilen), anschließend nach Suva (34 Stunden und 30 Minuten) und Naselai Beach (55 Minuten) über 4988 km (3100 Meilen). Dies war der schwierigste und längste Abschnitt des Flugs, da sie zusätzlich nahe dem Äquator in ein schweres Unwetter gerieten. Der letzte Flugabschnitt von Naselai Beach nach Brisbane in Australien mit 3057 km (1900 Meilen) erforderte 20 Stunden Zeit. Dort landeten sie am 9. Juni nach einem Flug über insgesamt (7400 Meilen). Die zurückgelegte Gesamtstrecke betrug 11.585 Kilometer.
Bei seiner Ankunft auf dem Flughafen in Brisbane warteten tausende Begeisterte, und als sie am nächsten Tag nach Sydney flogen, empfingen ihn etwa 300.000 Menschen, um den erfolgreichen Flug und ihn als Helden zu feiern. Seine Flug-Mannschaft bestand aus seinem Kopiloten Charles Ulm und aus zwei weiteren Piloten aus den USA, James Warner und Harry Lyon, der Rund-Reporter, Navigator und Ingenieur war.

### Trans-Tasmansee-Flug

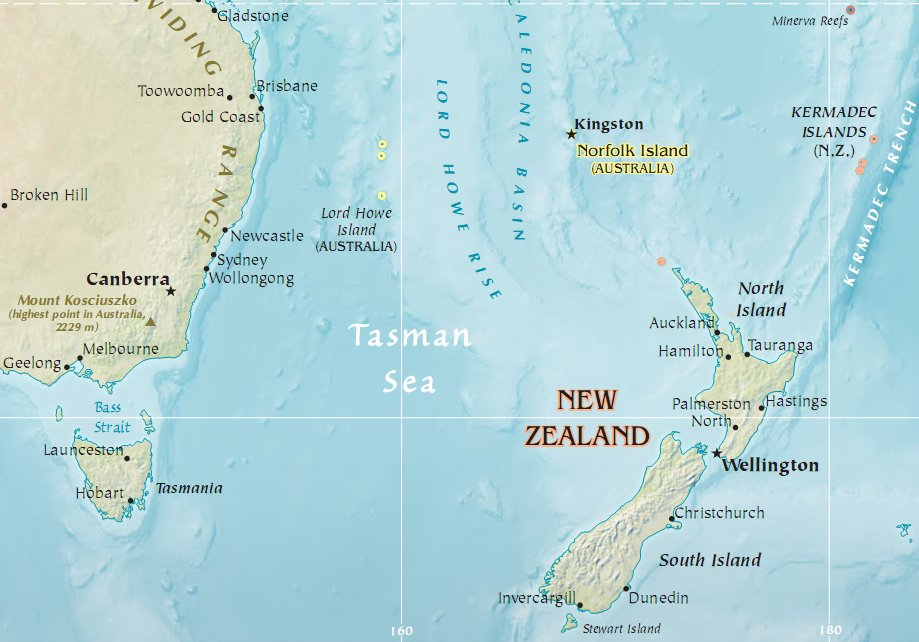
Karte der Tasmansee mit Australien und Neuseeland

Im August 1928 gründeten Kingsford Smith und Charles Ulm mit Frederick Harold Stewart, einem australischen Politiker, eine Fluggesellschaft, die Australian National Airways, da sie und vor allem die australische Regierung beabsichtigten, eine kommerzielle Flugroute über die Tasmansee nach Neuseeland einzurichten, um Post und andere Güter zu befördern.
Als sie mit der Southern Cross in Christchurch nach einem Flug über 14 Stunden 25 Minuten landeten, begrüßten sie 30.000 begeisterte Personen; das Ereignis wurde auch im Radio übertragen. Da die Southern Cross überholt werden musste, flog die New Zealand Air Force Kingsford Smith und Charles Ulm auf einer Tour durch Neuseeland, wo sie überall herzlich empfangen wurden.
Den Rückflug starteten sie von Blenheim in Neuseeland aus, das im Norden von South Island liegt. Wegen des schlechten Wetters dauerte der Rückflug 23 Stunden, und bei ihrer Landung in Richmond in Australien hatten sie lediglich noch Treibstoff für zehn Minuten Flug.
Zudem verkaufte er die Maschine Southern Cross Junior an Guy Menzies, dem damit 1931 die erste Soloüberquerung der Tasmansee gelang.

### Kaffee-Royal-Flug
Am 31. März 1929 auf dem Flug von Sydney nach England mit der Southern Cross musste Kingsford Smith eine Notlandung an der Mündung des Glenelg River in den Kimberleys durchführen. Die verschollen geglaubte Mannschaft wurde auf der ersten Rettungsexpedition für Flugzeuge und Piloten in Australien gefunden, aber ein Rettungsflugzeug, die Westland Widgeon Kookaburra stürzte ab, und zwei Piloten starben. Als die Rettungsgesellschaft die Flugbesatzung und das Flugzeug Southern Cross fanden, tranken diese in Erwartung ihrer Retter so genannten Kaffee Royal, gesüssten Mokka mit Cognac, der in einer Kelle erhitzt und angezündet wird, um ihn anschließend in vorgewärmte Gläser zu gießen. Dies nahm die australische Öffentlichkeit Kingsford Smith übel, und er konnte seine Reputation bis zu seinem Lebensende in Gänze nicht wiederherstellen.

### Weitere Flüge
Vom 8. bis zum 9. August 1928 flog Smith von Melbourne nach Perth in seinem ersten interkontinentalen Non-Stopp-Flug in Australien über (2.000 Meilen) mit der Fokker Southern Cross in 23 Stunden und 25 Minuten. Charles Ulm, Harold Litchfield und Tom McWilliams waren in seiner Flug-Mannschaft.
Er flog vom 23. bis zum 24. Juni 1930 mit Evert van Dijk als Copilot von Irland nach Neufundland; dies war der erste erfolgreiche Nordatlantikflug in dieser Richtung über eine Distanz von (1900 Meilen) in 31 Stunden und 30 Minuten.
Im Jahre 1930 nahm Kingsford Smith als Alleinflieger in England und in Australien an Flugrennveranstaltungen teil, die er allesamt gewann.
Er flog ohne weitere Besatzungsmitglieder vom 9. bis 19. Oktober 1930 alleine von London in England nach Darwin in Australien. Dies war ein Rekordflug in 9 Tagen und 22 Stunden über London – Rom – Athen – Aleppo – Bushire – Karachi – Allahabad – Rangoon – Singapur – Surabaya – Atamboea (Timor) – Darwin – Cloncurry – Brisbane – Sydney.
1931 entwickelte er das Flugzeug Southern Cross Minor, um von Australien nach England zu fliegen. Das Flugzeug verkaufte er an den Flugpionier Bill Lancaster, der am 11. April 1933 in der Sahara verschollen ging. Das Wrack der Southern Cross Minor befindet sich heute im Museum von Queensland.
Er war nicht nur als Luftfahrtpionier kreativ. Im Jahre 1931 begann Smith mit der Entwicklung australischer Automobile mit einem Unternehmen, das er als Southern Cross Car Australian bezeichnete. Im Juni 1933 wurden die ersten vier Southern Cross Cars hergestellt. Insgesamt sollen bis zu seinem Tode etwa zehn Exemplare gefertigt worden sein.
Im Jahre 1933 fand unter Teilnahme von Smith das erste kommerzielle Flugrennen statt, das von dem Strand Seven Mile Beach aus in New South Wales nach Neuseeland startete.
In 1934 flog er mit einer Lockheed Altair, die sogenannte Lady Southern Cross, von Australien in die USA und absolvierte dabei erstmals die lange östliche Überquerung des Pazifischen Ozeans.

## Verschollen
Kingsford Smith und sein Kopilot Tommy Pethybridge flogen am frühen 8. November 1935 mit ihrem Flugzeug, der Lady Southern Cross, von Allahabad in Indien bis nach Singapur, um den Flugrekord auf der England-Australien-Route zu brechen. Auf diesem Flug blieben sie verschollen.
Erst etwa 18 Monate später fanden Fischer aus Burma Teile des Flugzeugs bei der Aye Island im Golf von Martaban in der Andamanensee, 137 km südlich von Mottama. Das Wrackteil, das gefunden wurde, ist ein Fahrwerksgestänge mit einem Rad. Über den Absturzort gibt es mehrere Versionen, gefunden wurde er bislang nicht, aber immer wieder gibt es Versuche, den Ort zu finden. Der Filmemacher Damien Lay meint, dass er das Wrack hundertprozentig nahe Aye Island gefunden hat.

## Auszeichnungen und Ehrungen

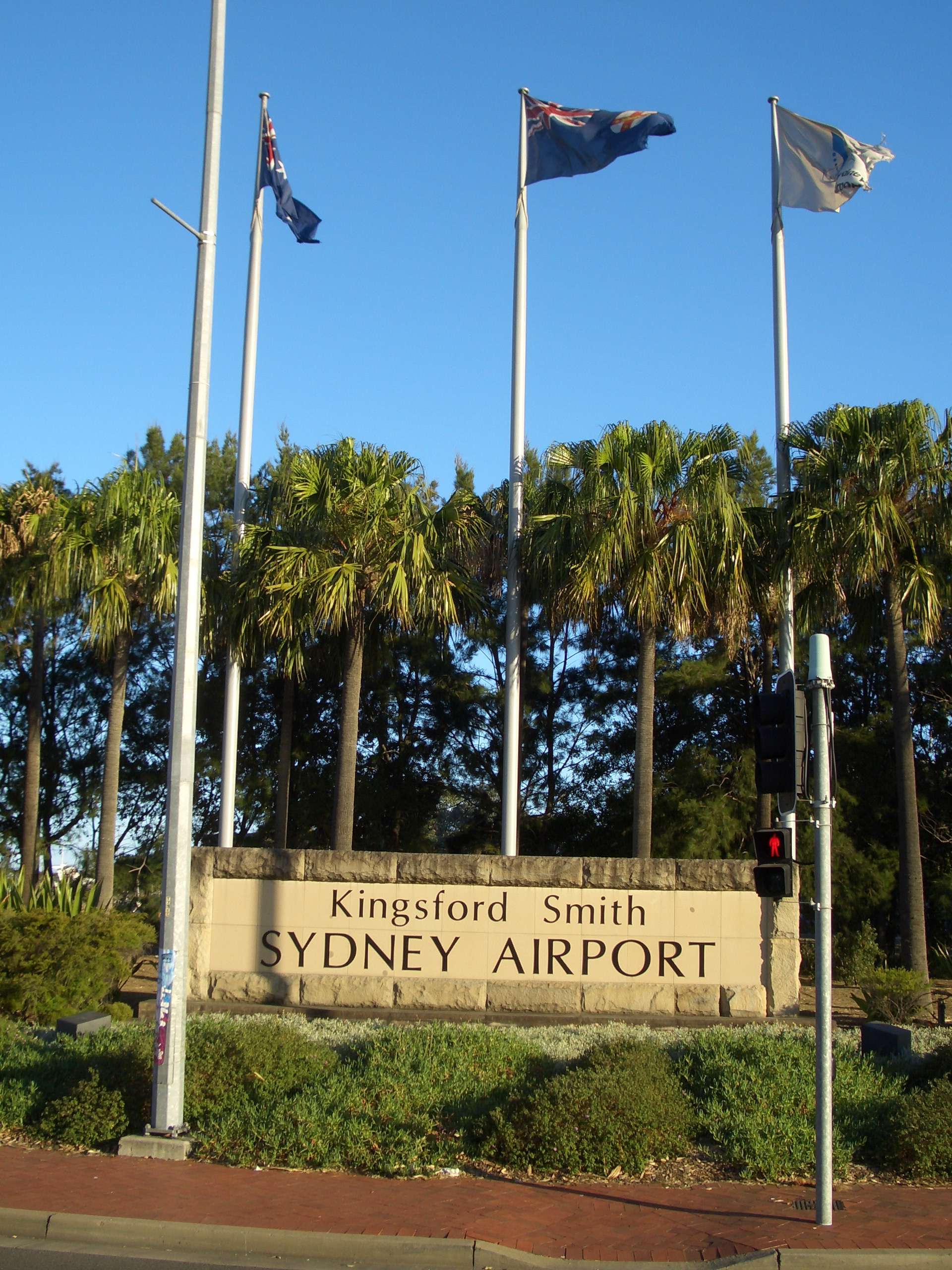
Sydney-Flughafen, früher Mascot Airport

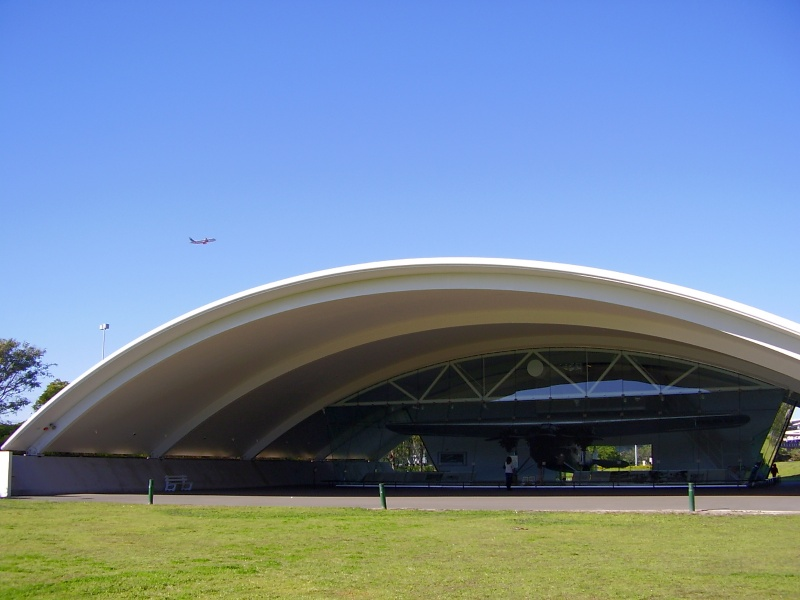
Das Kingsford Smith Memorial in Brisbane, das das Flugzeug, die Southern Cross, beherbergt

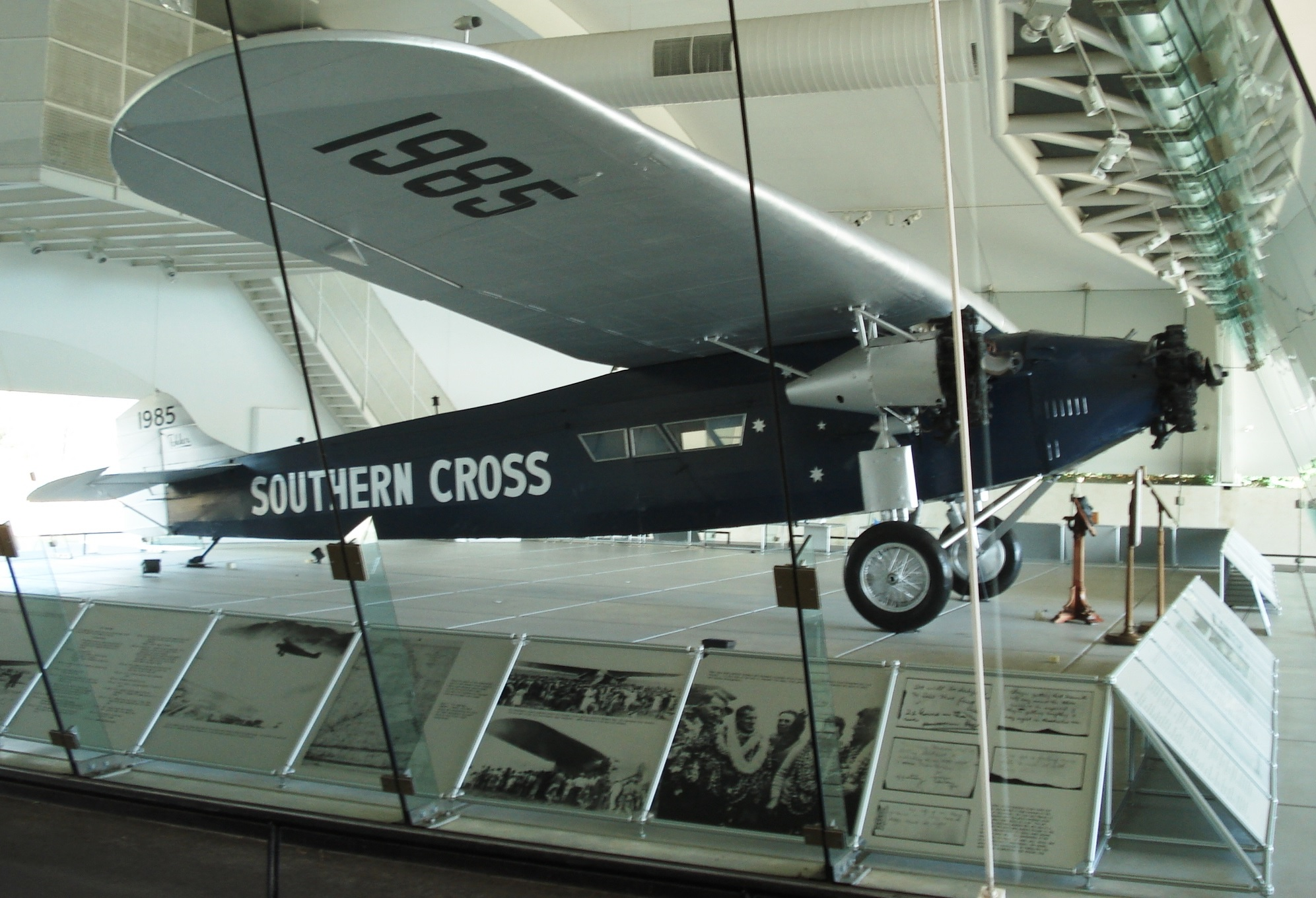
Die Southern Cross im Kingsford Smith Memorial in Brisbane

Kingsford Smith erhielt für seine Einsätze im Ersten Weltkrieg zwei militärische Auszeichnungen des Vereinigten Königreiches, das Military Cross und das Air Force Cross.
1932 wurde er geadelt und ehrenhalber zum Air Commodore der Royal Australian Air Force ernannt.
Kingsford Smith war ein Mitglied im Bund der Freimaurer.
Der Hauptflughafen von Sydney, der zugleich der größte Flughafen Australiens ist, wurde Kingsford Smith International Airport ihm zu Ehren benannt. Der Wahlbezirk um den Flughafen heißt Division of Kingsford Smith und beinhaltet die Vorstadt Kingsford.
Eines seiner Flugzeuge, die Southern Cross, ist auf dem Flughafen von Brisbane ausgestellt. Es ist das einzige existierende Flug-Exemplar vom Typ der Fokker F.VII. mit drei Motoren.
Der Kingsford Smith Memorial Park befindet sich in New South Wales bei Katoomba. Der Kingsford Smith Drive in Brisbane und in Canberra tragen seinen Namen, der Southern Cross Drive in Brisbane erinnert an seine Flugzeuge und die Kingsford Smith School in Holt, einem Vorort von Canberra, verwendet seinen Namen.

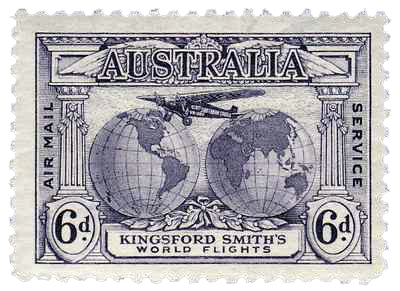
Briefmarke für Kingford Smith

Er wurde auf der 20-Dollar-Note, die in den Jahren von 1966 bis 1994 im Umlauf war, und auf einer Ein-Dollar-Münze aus dem Jahre 1997 zu seinem 100. Geburtstag porträtiert. Zu seiner Ehrung wurde in Australien eine Briefmarke über seine weltweiten Flüge 1931 herausgegeben. Der Albert Park in Suva, wo er anlässlich seines Trans-Pazifik-Flugs landete, hat einen Kingsford Smith Pavilion. Ein Mahnmal befindet sich am Seven Mile Beach und erinnert heute noch an den Aufbau einer ersten kommerziellen Fluggesellschaft von Australien nach Neuseeland.
Am 2. Mai 2003 wurde ein Asteroid der inneren Hauptgürtels nach ihm benannt: (11778) Kingsford Smith.
Zwei Flugzeuge, ein Airbus A380 der australischen Fluggesellschaft Qantas und eine Boeing 747 der niederländischen Fluggesellschaft KLM wurden nach Kingsford Smith benannt.

## Filme, Fernsehen, Literatur
- Kingsford Smith war der Autor des Buches The Old Bus, das war der Spitzname von Smith für sein Flugzeug Southern Cross, das er im Jahre 1932 verwendete. Mit seinem Kopiloten Ulm verfasste er ein weiteres Buch Southern Cross' Trans-Pacific Flight im Jahre 1928. Seine Autobiografie wurde nach seinem Tod 1937 herausgebracht.

- Im Jahre 1946 drehte der australische Filmregisseur Ken G. Hall einen Film Smithy, das war der Spitznamen von Charles Kingsford Smith. Die Hauptrolle als Kingford Smith spielte Ron Randell.

- Das australische Fernsehen strahlte im Jahre 1985 eine Fernseh-Serie A Thousand Skies mit John Walton als Kingsford Smith aus.

- Der Schriftsteller Bill Bryson schrieb über Kingsford Smith ein Kapitel in dem Buch Down Under.

- Ian Mackersey brachte das Buch Smithy. The Life of Sir Charles Kingsford Smith (1897–1935). im Jahre 1998 heraus.[22]

- Als der Schriftsteller Peter Fitzsimon sein Buch Sir Charles Kingsford Smith and Those Magnificent Men im Juni 2009 im Sydney Opera House vorstellte, würdigte der Premierminister Kevin Rudd in seiner Laudatio das Leben und die Pionierleistung von Charles Kingsford Smith. Bei der Gedenkfeier waren der Sohn Charles von Kingsford Smith und der Sohn John seines Kopiloten Ulm zugegen.[23]